# You Are the Champion
You Are the Champion («Ты — чемпион») — сингл немецкой хард-рок группы Scorpions 2004 года, кавер-версия песни «We Are the Champions» 1977 года британской рок-группы Queen с альбома News of the World. Текст оригинала написан Фредди Меркьюри.

## История записи сингла
Сингл был записан Scorpions и Майклом Клейтманом в честь седьмой победы Михаэля Шумахера в Формуле-1. Текст песни слегка отличается от оригинала, в частности заменено обращение «We» («Мы») на «You» («Ты»), которое является прямой отсылкой к Михаэлю Шумахеру. Впервые сингл был выпущен 20 сентября 2004 года Cinderella Records — Sony Music Entertainment (Germany). Однако песня не стала хитом, достигнув на German Singles Chart 92-й позиции.
26 октября 2006 года песня была включена в альбом Майкла Клейтмана «Stand Up For The Champion — Michael Schumacher», который был выпущен лейблом MoS в честь успешной карьеры Михаэля Шумахера, когда он решил уйти из Формулы-1.

## Список композиций
1. You Are the Champion (3:31)
2. You Are The Champion (Instrumental) (3:31)
3. E Sara Perche (Spread Your Wings) (3:12)

## Исполнитель
- Песни 1-2 исполнили Scorpions и Майкл Клейтман[1]

- Клаус Майне и Майкл Клейтман — вокал
- Рудольф Шенкер — ритм-гитара
- Маттиас Ябс — соло-гитара, ритм-гитара
- Павел Мончивода — бас-гитара
- Koen Van Bael — клавишные
- Hans Eijkenaar — ударные
- Джосс Меннен — бэк-вокал
- Фредди Меркюри — текст оригинала

- Песню 3 исполнил Майкл Клейтман